# تشکیل کپک گیاهی از طریق عمل کرم‌ها

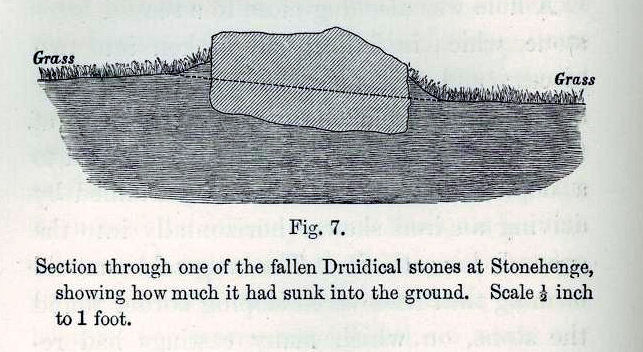
تشکیل کپک گیاهی از طریق عمل کرم‌هادربردارندهٔ پژوهش‌هایش در استون‌هنج بود. این کتاب سنگ‌های استون‌هنج را از زوایای ناآشنا نشان می‌دهد و تداعی‌گر رویکرد عملگرایانهٔ ویکتوریایی‌ها در مطالعهٔ پدیده‌ها است.

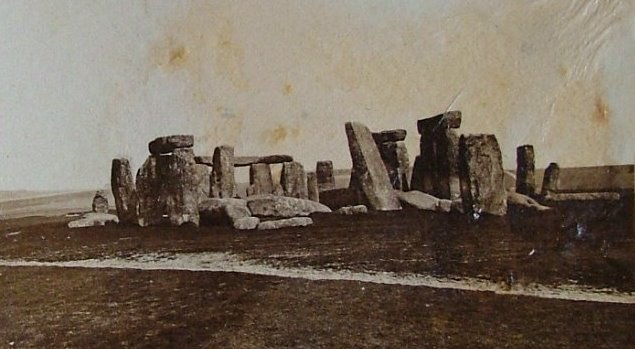
پژوهش‌های داروین در این اثر شامل سفری به استون‌هنج بود.

«تشکیل کپک گیاهی از طریق عمل کرم‌ها، به همراه مشاهداتی در باب عاداتشان» (انگلیسی: The Formation of Vegetable Mould through the Action of Worms, with Observations on their Habits یا به اختصار کرم‌ها) کتابی است اثر چارلز داروین دربارهٔ کرم‌های خاکی که در اکتبر سال ۱۸۸۱ منتشر شد.
کرم‌ها آخرین کتاب علمی داروین بود و شش ماه پیش از مرگ او به چاپ رسید و به سرعت به اثری پرفروش تبدیل شد. داروین در این اثر به فعالیت‌ها و تأثیر اکولوژیک کرم‌های خاکی می‌پردازد و نشان می‌دهد که چگونه برگها را می‌خورند، خاک را با سنگدان خود می‌سایند و آن را به خاک حاصلخیز تبدیل می‌کنند، پیوسته خاک را غربال و زیر و رو می‌کنند و از سطح به عمق پنجاه سانتیمتری زیرزمین می‌برند، و به این ترتیب آن را هوا می‌دهند. او با وزن کردن مجموع کرمها محاسبه کرد که در زمینی به مساحت ۴۰۴۷ متر مربع در طول یک سال هجده تن خاک به همت کرمها به سطح زمین آورده می‌شود. این تحقیق در زمینهٔ بوم‌شناسی کمی تحقیق پیشگامانه‌ای بود.
چارلز داروین در پژوهش‌هایش برای تبیین فعالیت‌های کرم‌های خاکی در تابستان ۱۸۷۷ به سازهٔ پیشاتاریخی استون‌هنج در ویلتشر رفت.
داروین مقطع عرضی یکی از سنگ‌های سارسِن افتاده را رسم کرد و نشان داد که سنگ‌ها در گذر هزاران سال به سبب فعالیت کرم‌های خاکی در زمین فرورفته و سرنگون شده‌اند.
این کتاب سنگ‌های استون‌هنج را از زوایای ناآشنا نشان می‌دهد و تداعی‌گر رویکرد عملگرایانهٔ ویکتوریایی‌ها در مطالعهٔ پدیده‌ها است.